# L'Union de la Terre et de l'Eau
L'Union de la Terre et de l'Eau est une peinture baroque de l'artiste flamand Pierre Paul Rubens, montrant Cybèle personnifiant la Terre, tenant la corne d'abondance, et Neptune personnifiant l'Eau, couronnés par la déesse Victoire et l'union est annoncée par le biais d'une conque par le Triton placé en bas du tableau. L'union symbolise la Fertilité, la Richesse et la Prospérité, plus précisément de la ville d'Anvers et du fleuve Escaut dont l'embouchure à l'époque de Rubens était bloquée  par les Hollandais, privant la Flandre de l'accès à la mer. L'œuvre a été influencée par la Renaissance italienne tardive, en particulier par les artistes vénitiens.
Une copie plus petite de la peinture, de l'atelier de Rubens, fut la propriété de l'homme d'affaires russe Vladimir Logvinenko. En 2004, celui-ci a ramené la copie de Londres à Moscou.

## Provenance
La peinture est conservée dans la salle Rubens du musée de l'Ermitage, à Saint-Pétersbourg. Auparavant, elle se trouvait dans la collection Chigi, à Rome, où elle a été acquise par le musée de l'Ermitage entre 1798 et 1800.

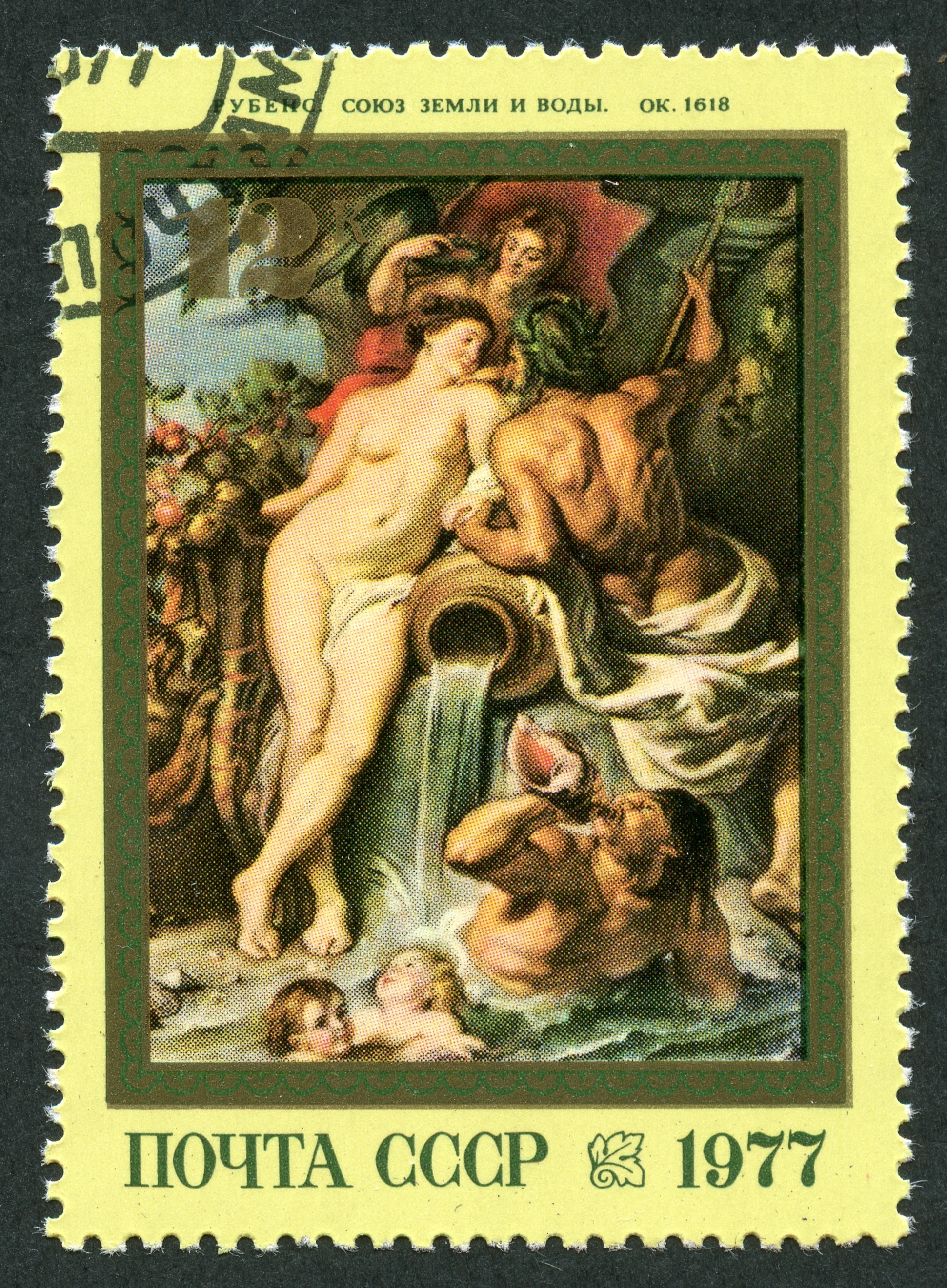
L'Union de la Terre et de l'Eau sur un timbre-poste soviétique, 1977.